# Seku Amadu

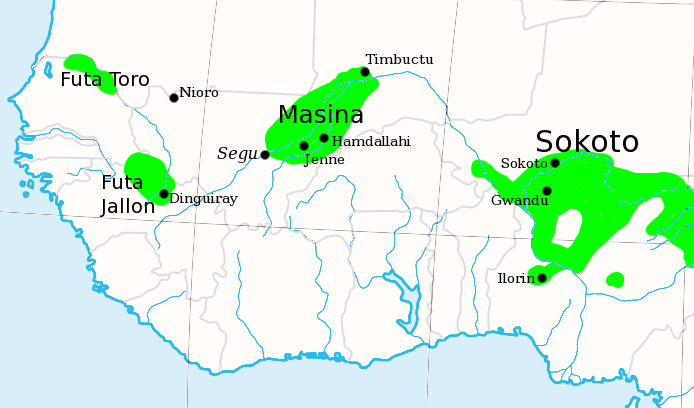
Fulani-Dschihad-Staaten in West-Afrika, um 1830.

Seku Amadu (geb. um 1755; gest. 1844 oder 1845) war ein Marabout (Scheich) des Sufi-Ordens (tariqa) der Qādirīya aus dem Volk der Fulbe. Er war der Gründer des islamisch-theokratischen Massina-Reichs im Gebiet des Binnendeltas des Nigers, heute die Region Mopti in Mali. In seinem Dschihad in den Jahren 1810–1818 eroberte er anfangs Djenné und später das Gebiet um Mopti. In der heutigen Region Mopti gründete er seine Hauptstadt Hamdullahi, deren Ruinen bis heute zu besichtigen sind. Er starb nach seiner Eroberung Timbuktus. Sein Nachfolger wurde sein Sohn Amadu Seku, der wiederum 1852 zu Gunsten des eigenen Sohnes Amadu auf die Herrschaft verzichtete. Das Masina-Reich (1818–1862) wurde von ʿUmar Tall besiegt.